# Lecco Calcio 1982-1983
Questa pagina raccoglie le informazioni riguardanti il Lecco Calcio nelle competizioni ufficiali della stagione 1982-1983.

## Stagione
In questa stagione 1982-1983 si è scritto uno dei peggiori capitoli della storia del club lariano che retrocede nei dilettanti dopo 33 stagioni nei professionisti. A pochi giorni da questo amaro verdetto, il 15 giugno 1983 si spegne il "presidentissimo" del Lecco Mario Ceppi che di fatto era in sella dal 1948. Per questa stagione la squadra bluceleste è ancora affidata alle cure di Angelo Longoni, ma senza le risorse necessarie, non gli si può chiedere l'impossibile, o pretendere miracoli. Nel girone B del campionato di Serie C2 il vecchio Stadio Rigamonti ritorna terreno di conquista, fuori casa il Lecco raccoglie solo 6 punti, scendendo in questo modo tra i dilettanti nell'Interregionale.
Con 6 reti in 16 partite si è distinto l'attaccante bresciano Adriano Tedoldi acquisto novembrino. Anche nella Coppa Italia di Serie C il Lecco non ha brillato, nel girone 8 di qualificazione, vinto dal Legnano promosso ai sedicesimi di finale, si è piazzato quarto ed ultimo con un solo punticino in classifica.

## Rosa
| N. |                   | Ruolo | Calciatore         |
| -- | ----------------- | ----- | ------------------ |
|    | Italia (bandiera) | A     | Fausto Agnesi      |
|    | Italia (bandiera) | c     | Roberto Arrigoni   |
|    | Italia (bandiera) | D     | Marco Barboni      |
|    | Italia (bandiera) | C     | Primo Berlinghieri |
|    | Italia (bandiera) | D     | Gilberto Bonini    |
|    | Italia (bandiera) | A     | Fabio Corti I      |
|    | Italia (bandiera) | P     | Fabio Corti II     |
|    | Italia (bandiera) | A     | Giuseppe Folli     |
|    | Italia (bandiera) | C     | Alberto Longhi     |
|    | Italia (bandiera) | D     | Lorenzo Marconi    |

| N. |                   | Ruolo | Calciatore         |
| -- | ----------------- | ----- | ------------------ |
|    | Italia (bandiera) | C     | Giuseppe Pala      |
|    | Italia (bandiera) | D     | Enrico Pedretti    |
|    | Italia (bandiera) | C     | Gian Piero Pozzoli |
|    | Italia (bandiera) | D     | Fausto Rigamonti   |
|    | Italia (bandiera) | P     | Domenico Rinaldi   |
|    | Italia (bandiera) | C     | Fabio Sala         |
|    | Italia (bandiera) | A     | Adriano Tedoldi    |
|    | Italia (bandiera) | D     | Enrico Valsecchi   |
|    | Italia (bandiera) | A     | Enrico Vismara     |
|    | Italia (bandiera) | D     | Paolo Volpi        |

## Risultati

### Serie C2

#### Girone di andata
| Arbitro: | Picchio (Macerata) |

|                          |           |  |
| Gazzetta 17’ Gallina 41’ | Marcatori |  |

| Arbitro: | Guidi (Bologna) |

|                                     |           |            |
| Agnesi 42’ F. Corti 50’ (rig.), 86’ | Marcatori | 53’ Soncin |

| Arbitro: | Cornieti (Forlì) |

|             |           |  |
| Masuero 41’ | Marcatori |  |

| Arbitro: | Barbaraci (Cagliari) |

|                  |           |           |
| E. Valsecchi 13’ | Marcatori | 53’ Pozzi |

| Arbitro: | Baldacci (Torino) |

|                            |           |  |
| Ziviani 22’ Bernardini 88’ | Marcatori |  |

| Arbitro: | Tarallo (Como) |

|  |           |                                  |
|  | Marcatori | 63’ (aut.) Arrigoni 85’ Garofano |

| Arbitro: | Scalise (Bologna) |

|               |           |  |
| Tessariol 90’ | Marcatori |  |

| Arbitro: | Fiorenza (Firenze) |

|            |           |  |
| Guerra 38’ | Marcatori |  |

| Arbitro: | Conforti (Macerata) |

|           |           |  |
| Volpi 77’ | Marcatori |  |

| Arbitro: | Bragagnolo (Torino) |

|           |           |  |
| Urban 61’ | Marcatori |  |

| Arbitro: | Cesca (Latisana) |

|                       |           |  |
| Volpi 32’ Pozzoli 91’ | Marcatori |  |

| Mantova 5 dicembre 1982 12ª giornata | Mantova        | 0 – 0 | Lecco | Stadio Danilo Martelli\| Arbitro: \| Manzone (Asti) \| |
| Arbitro:                             | Manzone (Asti) |       |       |                                                        |

| Arbitro: | Giannoni (Jesi) |

|             |           |                                  |
| Pozzoli 57’ | Marcatori | 7’ Elli 80’ Musiello 94’ Masuero |

| Arbitro: | Bettini (Forlì) |

|            |           |  |
| Valori 85’ | Marcatori |  |

| Arbitro: | De Luca (Napoli) |

|                          |           |                |
| F. Corti 15’ Marconi 65’ | Marcatori | 13’, 37’ Ferla |

| Arbitro: | Murgia (Oristano) |

|                                         |           |              |
| Colloca 42’ Falsettini 50’ Barbagli 90’ | Marcatori | 81’ F. Corti |

| Arbitro: | Balsamo (Paola) |

|             |           |  |
| Tedoldi 35’ | Marcatori |  |

#### Girone di ritorno
| Arbitro: | Tedeschi (Bologna) |

|              |           |              |
| Pedretti 28’ | Marcatori | 71’ Ardizzon |

| Arbitro: | Scalcione (Matera) |

|              |           |  |
| Gregoric 62’ | Marcatori |  |

| Lecco 13 febbraio 1983 20ª giornata | Lecco            | 0 – 0 | Fanfulla | Stadio Mario Rigamonti\| Arbitro: \| Scevola (Milano) \| |
| Arbitro:                            | Scevola (Milano) |       |          |                                                          |

| Arbitro: | Ciaccio (Napoli) |

|                                   |           |                     |
| Garlaschelli 45’ Pozzi 51’ (rig.) | Marcatori | 60’ (rig.) F. Corti |

| Arbitro: | Ingargiola (Marsala) |

|           |           |           |
| Folli 82’ | Marcatori | 62’ Pastò |

| Arbitro: | Carrubba (Siracusa) |

|                                 |           |                                 |
| Garavaglia 58’ Ennas 68’ (rig.) | Marcatori | 19’ Folli 25’, 33’ Berlinghieri |

| Arbitro: | Manzone (Asti) |

|                 |           |            |
| Pala 78’ (rig.) | Marcatori | 71’ Brotto |

| Arbitro: | Di Cola (Avezzano) |

|           |           |                       |
| Volpi 43’ | Marcatori | 56’ Bodini 83’ Guerra |

| Arbitro: | Nencini (Roma) |

|                              |           |             |
| Sambugaro 75’ Peressotti 90’ | Marcatori | 68’ Tedoldi |

| Arbitro: | Ruffinengo (Savona) |

|                         |           |              |
| Agnesi 68’ F. Corti 83’ | Marcatori | 3’ Modestini |

| Arbitro: | Picchio (Macerata) |

|               |           |                       |
| Jacomuzzi 75’ | Marcatori | 16’, 48’, 59’ Tedoldi |

| Arbitro: | Calafiore (Brescia) |

|  |           |                  |
|  | Marcatori | 1’, 62’ Bresolin |

| Arbitro: | Amendolia (Messina) |

|                                          |           |             |
| Musiello 10’ Discepoli 51’ Elli 73’, 84’ | Marcatori | 50’ Tedoldi |

| Arbitro: | Balsamo (Paola) |

|           |           |  |
| Volpi 87’ | Marcatori |  |

| Crema 22 maggio 1983 32ª giornata | Pergocrema          | 0 – 0 | Lecco | Stadio Giuseppe Voltini\| Arbitro: \| Lamberti (Barletta) \| |
| Arbitro:                          | Lamberti (Barletta) |       |       |                                                              |

| Arbitro: | Tarantola (Genova) |

|  |           |                          |
|  | Marcatori | 68’ Barbagli 87’ Vercesi |

| Arbitro: | Tonon (Conegliano) |

|                                                 |           |             |
| De Lorentis 34’, 61’ Paolillo 56’ Roncaglia 86’ | Marcatori | 79’ Pozzoli |

### Coppa Italia

#### Girone 8
| Arbitro: | Lussana (Bergamo) |

|                                            |           |  |
| Bulgarani 23’ Baldan 65’ Longhi 78’ (aut.) | Marcatori |  |

| Arbitro: | Galbiati (Monza) |

|                         |           |                          |
| Berlinghieri 50’ (rig.) | Marcatori | 71’ Bardelli 88’ Maruzzo |

| Arbitro: | Manzone (Asti) |

|                           |           |            |
| Grosselli 65’ Uzzardi 79’ | Marcatori | 69’ Agnesi |

| Arbitro: | Frusciante (Como) |

|                     |           |                                         |
| F. Corti 88’ (rig.) | Marcatori | 20’ Fortunato 51’ Vinciguerra 68’ Xotta |

| Arbitro: | Baldas (Trieste) |

|                                 |           |                                      |
| Guidetti 55’ Frara 70’ Betz 77’ | Marcatori | 33’ (rig.) F. Corti 45’ Berlinghieri |

| Arbitro: | Baldacci (Torino) |

|                                          |           |                                  |
| F. Corti 49’ (rig.) Agnesi 54’ Folli 74’ | Marcatori | 5’ Uzzardi 45’ Peruzzo 82’ Ennas |